# Gamescom 2015

Logo targów gamescom

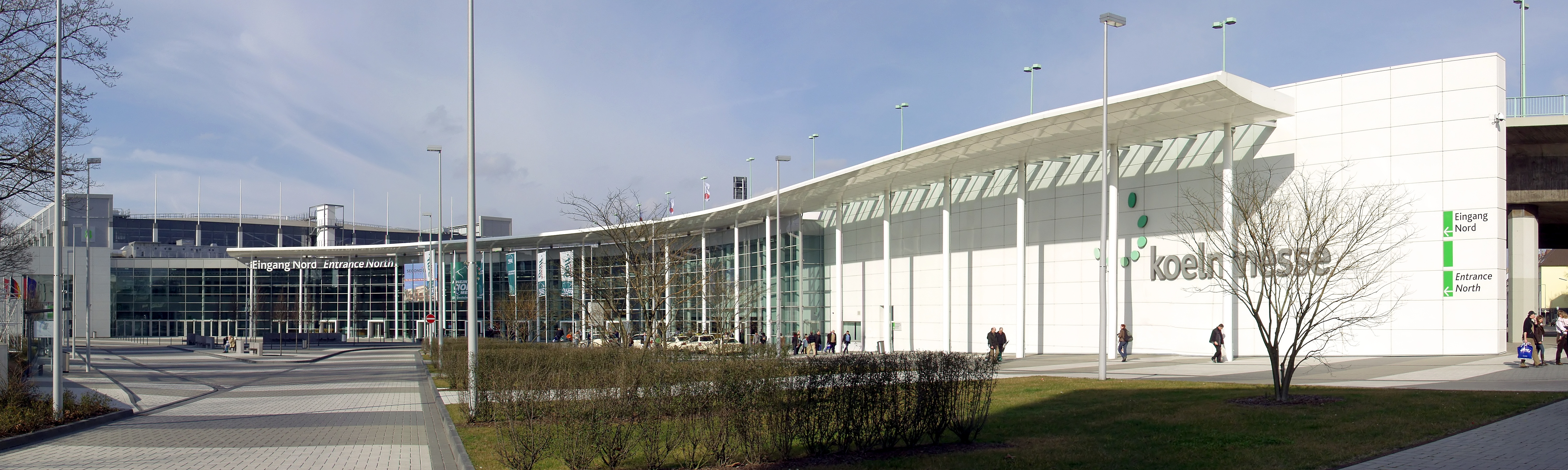
Koelnmesse

gamescom 2015 – siódma edycja targów gier komputerowych gamescom, która odbyła się w dniach 5–9 sierpnia 2015 roku na terenie Koelnmesse w Kolonii w Niemczech. Została zorganizowana przez „Bundesverband Interaktive Unterhaltungssoftware” (ang. „German Federal Association of Interactive Entertainment Software”). Targi odwiedziła rekordowa liczba osób – 345 tysięcy zwiedzających, ponad 33 tysiące gości handlowych i 806 wystawców. Powierzchnia wystawowa wyniosła 193 tysiące metrów kwadratowych. Następna edycja odbyła się w tym samym miejscu w dniach 17–21 sierpnia 2016 roku.

## Nagrody
Najwięcej nagród na gamescom 2015 przyznano grze Star Wars: Battlefront studia EA DICE.
- Najlepsza gra gamescomu 2015 – Star Wars: Battlefront (Electronic Arts)
- Nagroda publiczności dla najbardziej wyczekiwanej gry – Star Wars: Battlefront (Electronic Arts)
- Najlepsza gra na konsolę Sony – Star Wars: Battlefront (Electronic Arts)
- Najlepsza gra na konsolę Microsoftu – Metal Gear Solid V: The Phantom Pain (Konami)
- Najlepsza gra na konsolę Nintendo – Super Mario Maker (Nintendo)
- Najlepsza gra roleplaying – Dark Souls III (Bandai Namco)
- Najlepsza gra wyścigowa – Forza Motorsport 6 (Microsoft)
- Najlepsza gra akcji – Metal Gear Solid V: The Phantom Pain (Konami)
- Najlepsza symulacja – Forza Motorsport 6 (Microsoft)
- Najlepsza gra sportowa – Pro Evolution Soccer 2016 (Konami)
- Najlepsza gra rodzinna – Lego Dimensions (Warner Bros. Interactive Entertainment)
- Najlepsza gra strategiczna – Unravel (Electronic Arts)
- Najlepsza gra pecetowa – Star Wars: Battlefront (Electronic Arts)
- Najlepsza gra mobilna/przenośna – The Legend of Zelda: Tri Force Heroes (Nintendo)
- Najlepsza gra casualowa/społecznościowa – Super Mario Maker (Nintendo)
- Najlepszy sieciowy multiplayer – Star Wars: Battlefront (Electronic Arts)
- Najlepsza gra niezależna – Cuphead (Studio MDHR)
- Najlepszy sprzęt – HTC Vive (HTC)

## Konferencje
4 sierpnia 2015 rok odbyła się konferencja firmy Microsoft. Zaprezentowano rozgrywkę w Quantum Break opierającą się na manipulowaniu czasu; pokazano możliwości destrukcji otoczenia w grze Crackdown 3; przedstawiono potyczkę pomiędzy smokiem i bestią z gry Scalebound; zaprezentowano rozgrywkę w pierwszych zwiastunach gier: Cobalt, Dark Souls III oraz Homefront: The Revolution; ujawniono informacje o FIFA 16; pokazano nowe materiały z Halo 5: Guardians, Just Cause 3, Forza Motorsport 6, Tom Clancy’s Rainbow Six Siege i Rise of the Tomb Raider. Ponadto ujawniono, że konsola Xbox One będzie mogła nagrywać programy telewizyjne na dysk twardy, a możliwość uruchamiania na niej gier z konsoli Xbox 360 będzie dostępna od listopada 2015 roku. Ogłoszono także, że system Xbox One zostanie zaktualizowany do Windows 10, a w przeciągu roku na konsoli zadebiutuje ponad 150 gier niezależnych. Zapowiedziano, że usługa Xbox Game Preview otrzyma kolejne gry tj. Sheltered, Ark: Survival Evolved, Rivals of Aether, Starbound i We Happy Few. Na konferencji poinformowano także o aplikacji Xbox, która jest domyślnie zainstalowana na komputerach z systemem Windows 10. Ma ona umożliwić udostępnianie gier z Xbox One na komputerze. Microsoft zapowiedział także nową grę Halo Wars 2.
5 sierpnia 2015 roku odbyła się konferencja firmy Electronic Arts. Zaprezentowano na niej reboot serii Need for Speed; pierwszy zwiastun rozgrywki z Mirror’s Edge Catalyst; dodatki do gier Star Wars: The Old Republic i The Sims 4. Omówiono także rozgrywkę wieloosobową w Plants vs. Zombies: Garden Warfare 2; zaprezentowano działanie fizyki w Unravel i walki statków kosmicznych w Star Wars: Battlefront. EA podała także nowe informacje o grze FIFA 16.
Wieczorem, 5 sierpnia 2015 roku, swoją konferencję miała firma Blizzard Entertainment. Ujawniono kolejne informacje o dodatku do Hearthstone: Heroes of Warcraft m.in. efekt potyczki; zapowiedziano trzy postaci i nową arenę do gry Heroes of the Storm oraz jednego bohatera do gry Overwatch. Pojawiły się też informacje o kooperacyjnym trybie w StarCraft II: Legacy of the Void oraz ujawniono, że 6 sierpnia 2015 roku pojawi się oficjalna zapowiedź kolejnego dodatku do gry World of Warcraft.

## Wystawcy
| 2K Games - Battleborn (PC, PS4, XBO) - Evolve (PC, PS4, XBO) - Mafia III (PC, PS4, XBO) - NBA 2K16 (PC, PS3, PS4, X360, XBO) - WWE 2K16 (PS3, PS4, X360, XBO) - XCOM 2 (PC) Activision - Call of Duty: Black Ops III (PC, PS4, XBO) - Destiny: The Taken King (PS3, PS4, X360, XBO) - Guitar Hero Live (PC, PS3, PS4, WiiU, X360, XBO) - Tony Hawk's Pro Skater 5 (PS3, PS4, X360, XBO) - Transformers: Devastation (PC, PS3, PS4, X360, XBO) - Skylanders: SuperChargers (iOS, 3DS, PS3, PS4, Wii, Wii U, X360, XBO) Atari - RollerCoaster Tycoon World (PC) Amplitude Studios - Dungeon of the Endless (iOS) - Endless Legend: Shadows (PC) - Endless Space 2 (PC) Bandai Namco Entertainment - Dark Souls III (PC, PS4, XBO) - Naruto Shippuden: Ultimate Ninja Storm 4 (PC, PS4, XBO) Bethesda Softworks - Doom (PC, PS4, XBO) - Fallout 4 (PC, PS4, XBO) Blizzard Entertainment - Hearthstone: Heroes of Warcraft (PC) - Heroes of the Storm (PC) - Overwatch (PC) - StarCraft II: Legacy of the Void (PC) - World of Warcraft: Legion (PC) - World of Warcraft: Warlords of Draenor (PC) Bohemia Interactive - Arma 3 (PC) Capcom - Mega Man Legacy Collection (PC, PS4, XBO) - Street Fighter V (PC, PS4) Cloud Imperium Games - Star Citizen (PC) CI Games - Sniper: Ghost Warrior 3 (PC, PS4, XBO) Crytek - Arena of Fate (PC) - Warface (PC) Daedalic Entertainment - AER (PC, PS4, XBO) - Bounty Train (PC) - Caravan (PC) - Fire (iOS) - Ken Follett's The Pillars Of The Earth (iOS, OSX, PC, PS4, XBO) - Project Daedalus – The Long Journey Home (PC) - Silence – The Whispered World 2 (OSX, PC, PS4, XBO) - Skyhill (OSX, PC) - Valhalla Hills (OSX, PC) Digital Extremes - Sword Coast Legends (OSX, PC, PS4, XBO) Deep Silver - Homefront: The Revolution (PC, PS4, XBO) - Lost Horizon 2 (PC) - Mighty No. 9 (3DS, PC, PS3, PS4, Vita, Wii U, X360, XBO) Devolver Digital - Mother Russia Bleeds (PC, PS4) - Eitr (PC, PS4) - Enter the Gungeon (PC, PS4) - Hatoful Boyfriend: Holiday Star (PC, PS4, Vita) - Dropsy (iOS, Android, PC) - The Talos Principle (PC, PS4) Electronic Arts - FIFA 16 (PC, PS3, PS4, X360, XBO) - Mirror's Edge Catalyst (PC, PS4, XBO) - Need for Speed (PC, PS4, XBO) - Plants vs. Zombies: Garden Warfare 2 (PC, PS4, XBO) - Star Wars: Battlefront (PC, PS4, XBO) - Star Wars: The Old Republic – Knights of The Fallen Empire (PC) - The Sims 4: Get Together (PC) - Unravel (PC, PS4, XBO) | Focus Home Interactive - Act of Aggression (PC) - Battlefleet Gothic: Armada (PC) - Blood Bowl 2 (PC, PS4, XBO) - Divinity: Original Sin Enhanced Edition (PC, PS4, XBO) - Seasons After Fall (PC) - The Technomancer (PC, PS4, XBO) - The Surge (PC, PS4, XBO) Frontier Developments - Elite Dangerous (PC, XBO) - Elite: Horizons (PC) Grey Box - Dreadnought (PC) HTC / Valve - HTC Vive Hi-Rez Studios - Paladins (PC, PS4, XBO) Iceberg Interactive - Inside My Radio (XBO) - Into The Stars (PC) - Oriental Empires (PC) - Starpoint Gemini 2 (XBO) - Starpoint Gemini Warlords (PC) - Starship Corporation (PC) Introversion Software - Prison Architect (PC) Intel - Skylake Kalypso Media - Air Conflicts: Pacific Carriers (PS4) - Crowntakers (Mobile) - Crookz – The Big Heist (PC) - Grand Ages: Medieval (PC, PS4) - Jump the Rope (Mobile) - Excubitor (PC) - Wings! Remastered (Mobile) Koei Tecmo - Arslan: The Warriors of Legend (PS3, PS4, XBO) - Attack on Titan (PS3, PS4, Vita) - Nobunaga's Ambition: Sphere of Influence (PC, PS3, PS4) - Samurai Warriors 4-II (PC, PS3, PS4, Vita) KING Art - The Dwarves (PC, PS4, XBO) Konami - Metal Gear Solid V: The Phantom Pain (PC, PS3, PS4, X360, XBO) - Pro Evolution Soccer 2016 (PC, PS3, PS4, X360, XBO) Mad Catz - Rock Band 4 (PC, PS4, XBO) Microïds - Agatha Christie – The A.B.C. Murders (iOS, Android, PC, PS4, XBO) - Dungeon of Naheulbeuk (PC, PS4, XBO) - Moto Racer 4 (PS4, XBO) - Syberia III (iOS, Android, PC, PS4, XBO) - Yesterday Origins (PC) Microsoft - Cobalt (PC, XBO) - Cuphead (PC, XBO) - Crackdown 3 (XBO) - Forza Motorsport 6 (XBO) - Halo 5: Guardians (XBO) - Halo Wars 2 (PC, XBO) - Killer Instinct Season Three (PC, XBO) - Ori and the Blind Forest: Definitive Edition Announced (PC, XBO) - Quantum Break (XBO) - Scalebound (XBO) - Train Simulator 2015 (XBO) Motiga - Gigantic (PC, XBO) NeocoreGames - Warhammer 40,000: Inquisitor – Martyr (PC, PS4, XBO) Ninja Theory - Hellblade (PC, PS4) | Nintendo - Chibi-Robo!: Zip Lash (3DS) - Devil’s Third (Wii U) - LBX: Little Battlers eXperience (3DS) - Mario Kart 8 (Wii U) - Mario Tennis: Ultra Smash (Wii U) - Mario & Luigi: Paper Jam (3DS) - Project Zero: Maiden of Black Water (Wii U) - Splatoon (Wii U) - Star Fox Zero (Wii U) - Super Mario Maker (Wii U) - Super Smash Bros. for Wii U (Wii U) - The Legend of Zelda: Tri Force Heroes (3DS) - Xenoblade Chronicles X (Wii U) Nordic Games - Elex (PC, PS4, XBO) - Darksiders 2: Deathinitive Edition (PS4, XBO) - Legend of Kay Anniversary (PC, PS4, Wii U) - The Book of Unwritten Tales 2 (PS4, XBO) - MX vs. ATV Supercross Encore (PC, PS4, XBO) - The Guild 3 (PC) - SpellForce 3 (PC) Paradox Interactive - Cities: Skylines (PC, XBO) - Cities: Skylines – After Dark (PC) - Hearts of Iron IV (PC) - Pillars of Eternity The White March – Part I (PC) - Stellaris (PC) SCS Software - American Truck Simulator (PC) Sega - Total War: Arena (PC) - Total War: Warhammer (PC) Slightly Mad Studios - Red Bull Air Race: The Game (PC) Sony Computer Entertainment - Horizon Zero Dawn (PS4) - PlayStation VR (PS4) - Uncharted 4: A Thief's End (PS4) - Uncharted: Nathan Drake Collection (PS4) - Until Dawn (PS4) - Tearaway Unfolded (PS4) Square Enix - Deus Ex: Mankind Divided (PC, PS4, XBO) - Dragon Quest Heroes: The World Tree's Woe and the Blight Below (PS3, PS4) - Nosgoth (PC) - Final Fantasy Type-0 HD (PC) - Final Fantasy XIV: Heavensward (PC, PS3) - Final Fantasy XV (PS4, XBO) - Final Fantasy XV Episode Duscae 2.0 (PS4, XBO) - Hitman (PC, PS4, XBO) - Just Cause 3 (PC, PS4, XBO) - Lara Croft Go (Android) - Life is Strange (PC, PS3, PS4, X360, XBO) - Rise of the Tomb Raider (PC, PS4, X360, XBO) TaleWorlds Entertainment - Mount & Blade II: Bannerlord (PC) Teotl Studios - The Solus Project (PC, XBO) Ubisoft - Anno 2205 (PC) - Assassin’s Creed Syndicate (PC, PS4, XBO) - For Honor (PC, PS4, XBO) - Just Dance 2016 (PS3, PS4, Wii, Wii U, X360, XBO) - Might & Magic Heroes VII (PC) - Rabbids Virtual Reality Ride - The Crew: Wild Run (PC, PS4, XBO) - Tom Clancy’s Rainbow Six Siege (PC, PS4, XBO) - Tom Clancy’s The Division (PC, PS4, XBO) - Trackmania Turbo (PC, PS4, XBO) Wargaming - Master of Orion (PC) - World of Tanks (PC) - World of Tanks Xbox (X360, XBO) - World of Tanks Blitz (iOS, Android) - World of Warships (PC) Warhorse Studios - Kingdom Come: Deliverance (PC, PS4, XBO) Warner Bros. Interactive Entertainment - Dying Light: The Following (PC, PS4, XBO) - Lego Dimensions (PS3, PS4, Wii U, X360, XBO) - Lego Marvel’s Avengers (3DS, PC, PS3, PS4, Wii U, X360, XBO) - Mad Max (PC, PS4, XBO) |